# Frontopsylla tuoliensis
Frontopsylla tuoliensis är en loppart som beskrevs av Yu Xin et Zhang Jintong 1981. Frontopsylla tuoliensis ingår i släktet Frontopsylla och familjen smågnagarloppor. Inga underarter finns listade i Catalogue of Life.